# Nadamurski Okręg Wojskowy
Nadamurski Okręg Wojskowy (ros. Приамурский военный округ) – istniejący od 1884, jeden z okręgów wojskowych Imperium Rosyjskiego .